# Kelly MacDonald (saltadora)
Kelly MacDonald (1988) es una deportista canandiense que compitió en saltos de trampolín. Ganó una medalla de bronce en los Juegos Panamericanos de 2007, en la prueba sincronizada.

## Palmarés internacional
| Juegos Panamericanos | Juegos Panamericanos    | Juegos Panamericanos | Juegos Panamericanos |
| Año                  | Lugar                   | Medalla              | Prueba               |
| -------------------- | ----------------------- | -------------------- | -------------------- |
| 2007                 | Río de Janeiro (Brasil) | Medalla de bronce    | Trampolín 3 m sincro |